# Massaka
Massaka ou Massaka Batanga est un village du Cameroun situé dans la commune de Toko, l'une des 9 communes du département du Ndian de la Région du Sud-Ouest

## Population
La localité comptait 97 habitants en 1953, 120 en 1968-1969, 92 en 1972, principalement des Batanga.
Lors du recensement de 2005, 33 personnes y ont été dénombrées. 